# Enopla
Los enoplos (Enopla) son una clase del filo Nemertea caracterizados por presentar una probóscide compleja dividida en tres regiones especializadas y provista generalmente de un estilete venenoso. La boca está situada por delante del encéfalo y forma un orificio común con el orificio de la probóscide. Los cordones nerviosos están situados en el mesénquima bajo la musculatura de la pared el cuerpo.
Comprende diversos géneros, entre los que cabe destacar Malacobdella, Paranamertes o Nectonemertes.